# أمبيتي
أمبيتي (بالإنجليزية: Ambite)‏ هي بلدية ومدينة في منطقة الحكم الذاتي وتقع في منطقة مدريد في وسط إسبانيا. تبلغ مساحة هذه المدينة 26 (كم²)، ويبلغ عدد سكانها 467 نسمة حسب إحصاء سنة 2007 م.